# シチズンファインデバイス
シチズンファインデバイス株式会社は、山梨県南都留郡富士河口湖町に本社を置くシチズングループの水晶振動子や光学部品などを製造するメーカー。

## 沿革
- 1959年 - 長野県北佐久郡御代田町に御代田精密株式会社を設立、翌年腕時計専業として生産ライン操業開始。
- 1963年 - 軸受石生産の専業メーカーとしてシメオ精密株式会社を外資系合弁として旧大沢商会ほか3社により設立、後に当時のメインバンク・第一勧銀の支援もありシチズン時計の傘下に入る。
- 1970-80年代 - 時計用部品類の生産、及び電子・クオーツ腕時計の組立生産へ参入。併せて自動生産ライン（1975）も導入。
  - この時期から腕時計用クオーツムーブメントの外販を開始。中でも1981年に開発したアナログ式クオーツムーブメント「MIYOTA Cal.2035」とその派生型は2022年時点でも生産が続けられ、シチズン系廉価品以外にも、世界各国で有名無名の廉価帯腕時計用の汎用ムーブメントとして広範に多用されている。2021年時点でCal.2035シリーズの累計生産個数は50億個に達しており[2]、組立ラインのサイクル・タイム（1工程の所要時間）は0.95秒[2]。
- 1991年 - 社名をミヨタ株式会社に変更。
- 1994年 - 株式を店頭公開（現在のジャスダック）。
- 2005年 - シチズン時計の完全子会社となり上場廃止、同時に社名をシチズンミヨタ株式会社に変更。
- 2008年 - シチズンファインテック株式会社（旧シメオ精密）と合併。社名をシチズンファインテックミヨタ株式会社に変更。
- 2010年 - シチズン時計ミヨタ株式会社（2013年、シチズン時計マニュファクチャリング株式会社に統合）を会社分割により設立。
- 2015年 - シチズンセイミツ株式会社と合併。社名をシチズンファインデバイス株式会社に変更。本社を長野県北佐久郡御代田町から山梨県富士河口湖町に移転。

## 事業所
- 本社
山梨県南都留郡富士河口湖町船津6663番地2
- 御代田事業所
長野県北佐久郡御代田町大字御代田4107番地5
- 北御牧事業所
長野県東御市八重原353番地
- 盛岡事業所
岩手県盛岡市みたけ5丁目2番15号（2017年3月31日を以って閉鎖）

## 子会社
- シチズンマイクロ株式会社（埼玉県日高市）
- シチズン千葉精密株式会社（千葉県八千代市）
- 株式会社フジミ（山梨県南都留郡富士河口湖町）
- 九戸精密株式会社（岩手県九戸郡九戸村）2017年3月31日を以って、離脱

旧子会社
- シチズンセイミツ八戸株式会社（青森県八戸市）
経営不振により2015年5月20日閉鎖[3]。同年9月9日特別清算開始[4]。